# Compagnie Sul Brasil
La compagnie territoriale Sul Brasil ou compagnie colonisatrice Sul Brasil (companhia territorial Sul Brasil ou companhia colonizadora Sul Brasil, en portugais) était une entreprise privée chargée de la mise en valeur et de l'exploitation de territoires dans l'ouest de l'État de Santa Catarina.

## Création
La compagnie est créée le 23 mai 1925 sous la forme d'une société anonyme. Son siège se trouve à Porto Alegre dans l'État du Rio Grande do Sul. La même année, avec l'accord du gouvernement de Santa Catarina, elle acquiert la société Construtora e Colonizadora Oeste Catarinense Ltda, en liquidation. Ses actionnaires étaient des gaúchos intéressé par l'exploitation de ressources forestières.

## Fonctionnement
Dans les années 1920, durant la colonisation de la région Sud, l'État de Santa Catarina concédait des étendues de son territoires à des compagnies privé, leur confiant la charge de l'exploitation et du peuplement de ces zones.
La compagnie Sul Brasil s'est vu confier les territoires situés entre les rivières Chapecó et Antas.

## Réalisations
À partir de 1927, les premiers colons envoyés par la compagnie arrivent dans la région de l'actuelle municipalité de São Carlos. Ils fondent la localité de Porto dos Cantadores qui prendra plus tard le nom de São Carlos en hommage au premier directeur de la compagnie, Carlos Culmey.
En échange de la possibilité d'exploiter les terres offerte aux colons, la compagnie exigeait en échange l'obligation de s'organiser en communautés et une homogénéité religieuse. Ainsi, dans la localité de Palmitos ne trouvait-on que des protestants évangéliques, alors qu'à São Carlos l'ensemble des habitants étaient catholiques.
La plupart des colons sont des descendants d'immigrants allemands et italiens venus du Rio Grande do Sul ou de la vallée du rio Itajaí dans l'État de Santa Catarina,. Ces colons étaient attirés par la possibilité de cultiver de nouvelles terres, réputées très fertiles, et d'exploiter les ressources en bois de la région. 
La compagnie est à l'origine des municipalités actuelles de São Carlos, Modelo, Pinhalzinho, Cunha Porã, Saudades, Cunhataí, Caibi, Serra Alta, Bom Jesus do Oeste, Sul Brasil (à laquelle la compagnie a donné son nom) et Nova Erechim, principalement situées dans la microrégion de Chapecó.